# Jan Opočenský
Jan Opočenský, též Hanuš Opočenský (26. května 1885, Most – 4. ledna 1961, Paříž) byl československý diplomat, archivář a historik. Byl starším bratrem šachového mistra Karla Opočenského.

## Život
Narodil se v Mostě 26. května 1885 jako prvorozený syn zednickému mistrovi Johannu Opočenskému. Z Mostu se ovšem rodina během několika let přestěhovala do Prahy. Zde studoval na gymnáziu a poté se zapsal na Filozofickou fakultu Karlovy univerzity ke studiu historie a filozofie. Po univerzitních studiích složil ještě státní zkoušku z archivnictví a knihovnictví na Institutu pro rakouský dějezpyt ve Vídni.
Praxi zahájil v rodovém archivu Schwarzenberků v Třeboni, kde ovšem dlouho nezůstal. Vrátil se do Prahy a v roce 1910 byl přijat do Místodržitelského archivu. Po jeho transformaci na Archiv ministerstva vnitra v roce 1918 se podílel mimo jiné na rakousko-československé archivní rozluce spočívající v rozdělení historických písemností mezi nově vzniklé státy. V roce 1920 nastoupil na ministerstvo zahraničních věcí, kde dostal za úkol vybudovat archiv. V čele archivu ministerstva zahraničních věcí stál do roku 1935, kdy se stal generálním konzulem v Paříži. V této funkci setrval až do konce první republiky.
V prosinci 1938 ho Edvard Beneš, který od října 1938 žil v zahraničí, pověřil získávat zprávy o činnosti domácího odboje. Vláda druhé republiky v roce 1939 povolala Opočenského zpět do Prahy. Zde se spolu s Ladislavem Karlem Feierabendem snažil přispět k formování nejprve domácího a poté i zahraničního odboje. Vývoj událostí v protektorátu a obavy o další osud rodiny jej donutily k odchodu do exilu. Nejprve odjel v srpnu 1939 do Dubrovníku, cestou mu prezident Beneš poslal z Londýna vzkaz, aby odjel do Paříže.
Po vytvoření Československého národního výboru v Paříži a jeho uznání Francií a Velkou Británií pomáhal Opočenský vytvářet zázemí československého exilu. Benešovi pravidelně zasílal do Londýna zprávy o činnosti francouzského ministerstva zahraničí, ale i o poměrech v rakouské či polské emigraci. Po pádu Francie přesídlil do Londýna a také zde pokračoval v práci pro prezidenta Beneše. Roku 1944 byl jmenován členem komise k restituci uměleckých předmětů. Komise měla pátrat po osudu kulturních památek ukradených Němci. V komisi setrval do roku 1946.
Po skončení druhé světové války pracoval opět v archivu ministerstva zahraničních věcí v Praze. V roce 1946 byl však pověřen zastupovat Československo při UNESCO v Paříži. V létě 1948 byl zproštěn funkce a měl se vrátit do Prahy. V zahraničí však již zůstal, zemřel 4. ledna 1961 v Paříži.

## Dílo
Během svého působení v Místodržitelském archivu se věnoval habsburské protireformaci a svůj výzkum publikoval v díle Protireformace v Čechách po bitvě na Bílé hoře (1914) – dostupné online. Po odchodu do archivu ministerstva zahraničních věcí se jeho pozornost obrátila jednak k politickým dějinám 19. století, ale především k soudobým dějinám, zejména k rozpadu Rakouska-Uherska a vzniku Československé republiky. Jeho práce Vznik Andrassyovy nóty z 28. října 1918 (1925), 14. říjen 1918 (1926), Kritické poznámky o 28. říjnu 1918 (1926) či Cesta českých politiků do Švýcar v říjnu 1918 (1927) předcházely dvěma syntézám, kterými byly Vznik národních států v říjnu 1918 (1927) a Konec monarchie rakousko-uherské (1928). Poslední prací z tohoto období jsou Politické dějiny poválečné (1933).
Svou publikační činnost nepřerušil ani v době války. V letech 1940–1945 uveřejňoval úvahy s mezinárodněpolitickou tematikou v týdeníku Čechoslovák nebo v časopise ministerstva zahraničních věcí The Central European Observer. Na konci svého pobytu v Londýně napsal rozsáhlou zprávu určenou ministerstvu zahraničí, ve které vylíčil svou válečnou činnost. Nakladatelství Karolinum vydalo v roce 2001 edici Opočenského válečných deníků z let 1940–1945.